# Voorrang
Voorrang betekent dat een object of persoon een hogere prioriteit heeft, en daardoor eerder in het proces mag doorgaan.

## Definitie
Het object dat geen voorrang heeft, moet indien nodig, wachten (voorrang verlenen) aan het object dat voorrang behoort te krijgen. Voorrang verlenen betekent overigens niet per se 'stoppen', hoewel het hier in de praktijk meestal op neerkomt. De ander in staat stellen ongehinderd zijn weg te vervolgen is voldoende, en wanneer dit kan zonder te stoppen staat het de verkeersdeelnemer vrij zonder te stoppen voorrang te verlenen. Een voorbeeld is de autosnelweg, waar stoppen in principe niet is toegestaan en voorrang dus verleend wordt door vaart in te houden of af te remmen.
Het verschil tussen voorrang en prioriteit is dat prioriteit meerdere niveaus kent waarop gesorteerd kan worden. Voorrang heeft slechts twee niveaus: wel of geen voorrang.

## Specifieke betekenissen
De term wordt voornamelijk gebruikt in het verkeer. Niet slechts het wegverkeer, maar ook waterverkeer en luchtverkeer kennen voorrangsregels. 

### Juridische betekenis
Voorrang is verder een begrip binnen het recht (voornamelijk insolventie- en erfrecht), waar het ziet op de rangorde van vorderingen ten opzichte van elkaar wanneer de boedel te weinig middelen bevat om alle vorderingen te voldoen. De regels kunnen per land verschillen maar meestal is de rangorde als volgt:
1. Insolventiekosten zoals het honorarium van de curator, griffierechten voor de faillissementsaanvraag etc.
2. Kosten tot behoud. Als deze onderhoudskosten niet worden gemaakt dan leidt dit tot schade aan de activa en dus zijn deze kosten hoog bevoorrecht. Men kan denken aan het voeren en verzorgen van een duur renpaard, maar ook noodzakelijke administratieve handelingen om een vennootschap in stand te houden.
3. Belastingen en sociale premies, salariskosten na faillissement.
4. Separatisten zoals pand- en hypotheekhouders, revindicatievorderingen (feitelijk maken ze geen deel uit van de rangorde maar vallen ze hierbuiten. Ze hebben echter wel de medewerking van de curator nodig).
5. Salarisvorderingen van de periode voor faillissement.
6. Andere bevoorrechte vorderingen.
7. De facto bevoorrechte vorderingen, bijvoorbeeld energieleveranciers. Hun leveringen en diensten zijn noodzakelijk maar ze hebben geen wettelijke voorrang. Zij kunnen echter simpelweg stoppen met leveren en de curator kan hen niet dwingen te blijven leveren.
8. Concurrente vorderingen, dus vorderingen zonder voorrang. Men kan denken aan gewone uitstaande vorderingen of leningen zonder zekerheidsrecht.
9. Achtergestelde vorderingen. Hierbij is bedongen dat de schuldeiser een achtergestelde voorrangspositie heeft, dus nog na alle bovenstaande partijen. Ook in achterstelling kan men weer een rangorde aanbrengen, bijvoorbeeld verschillende categorieën obligatiehouders.
10. De aandeelhouders.

### Wegverkeer

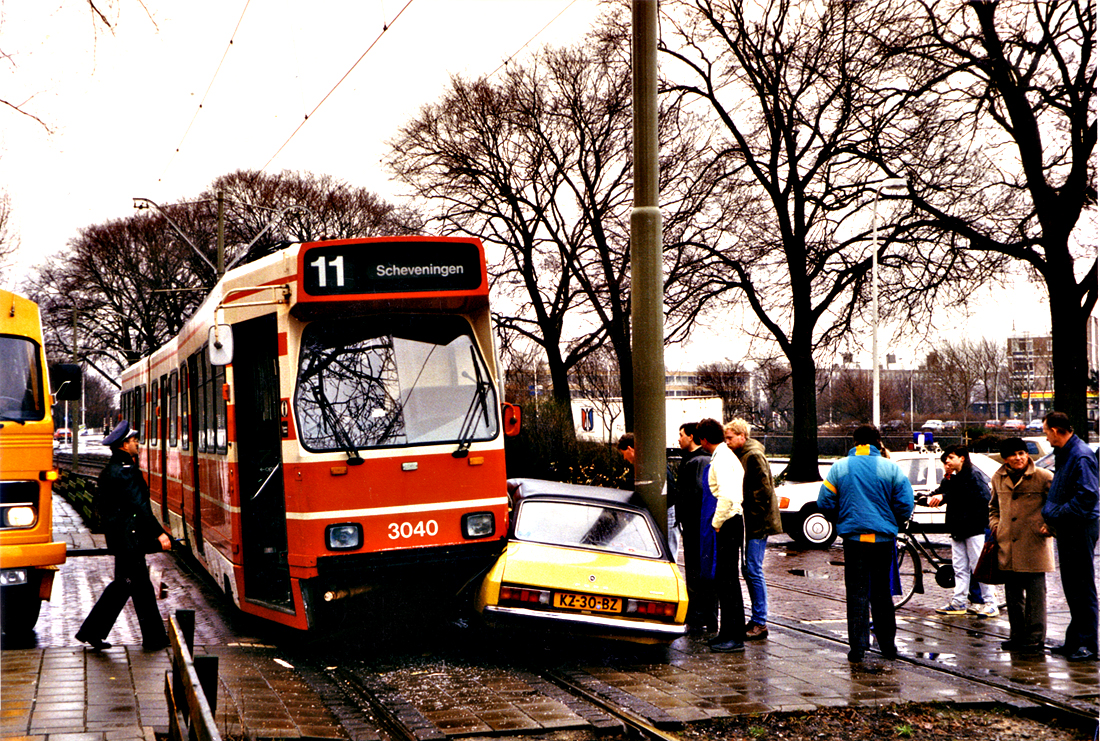
Een tram heeft op een gelijkwaardige kruising voorrang.

In het verkeer moet voorrang de verkeersstroom regelen om aanrijdingen te voorkomen. Voorrang is hier geen recht om te krijgen, maar juist een plicht om te verlenen.
In Nederland wordt voorrang in het verkeer geregeld met verkeersborden en/of haaientanden. Bij het ontbreken van verkeersborden gelden een aantal standaardregels: Verkeer op de verharde weg heeft altijd voorrang ten opzichte van verkeer op een onverharde weg. Aan bestuurders van rechts dient voorrang te worden verleend, bij een kruising van verharde wegen of onverharde wegen onderling. Rechtdoorgaand verkeer op dezelfde weg (voetgangers inbegrepen) heeft voorrang ten opzichte van afslaand verkeer. Een korte bocht (rechtsafslaand) heeft voorrang boven een lange bocht (linksafslaand). Verder moet invoegend verkeer op een toerit altijd voorrang verlenen aan verkeer op de weg zelf. Ook verkeer uit een uitrit moet voorrang verlenen aan verkeer op de doorgaande weg. Verder moet iemand die een bijzondere verrichting uitvoert eveneens aan al het overige verkeer voorrang verlenen.
Tot 1 mei 2001 gold in Nederland de uitzonderlijke regel dat snelverkeer (motorvoertuigen) op gelijkwaardige wegen voorrang had boven langzaam verkeer (waaronder bromfietsen).
Een weggebruiker moest dus kunnen herkennen tot welke categorie een ander voertuig behoorde, waarbij vooral het onderscheid tussen een bromfiets en een motorfiets weleens een probleem was.
Toch zijn er weggebruikers die meer of minder prioriteit hebben:
1. Voorrangsvoertuigen (politie, brandweer enz. met licht- en geluidssignalen)
2. Militaire colonne of rouwstoet, nadat het eerste voertuig gepasseerd is
3. Voetgangers op een oversteekplaats
4. Trams (in België hebben trams altijd voorrang, zelfs op het zebrapad)
5. Overige bestuurders
6. Voetgangers.

In België oordeelde het Hof van Cassatie dat de voorrang van rechts ook geldt bij een rijstrookvermindering langs rechts.

#### Afschaffing voorrang van rechts
In België pleiten experts van onder meer de Vlaamse Toeristenbond-Vlaamse Automobilistenbond (VTB-VAB) voor het afschaffen van voorrang van rechts. Dit zou volgens hen een verouderde regel zijn die te vaak ongevallen veroorzaakt doordat mensen aannemen dat men voorrang zal krijgen en dus dat het veilig is om over te steken. In het hele land vonden er in 2017 meer dan 15.000 botsingen plaats op kruispunten met voorrang van rechts (gemiddeld 42 keer per dag) – dit bedroeg bijna 5% van alle schadegevallen volgens verzekeraarskoepel Assuralia. In de jaren 2010 hebben daarom een aantal Vlaamse gemeenten besloten om het aantal kruispunten waarop men voorrang van rechts krijgt te verlagen en meer voorrangswegen aan te wijzen door het plaatsen van extra verkeersborden, namelijk omgekeerde driehoeken (B1, die verkeersdeelnemers verplichten voorrang te verlenen aan anderen voordat ze zelf oversteken) en stopborden (B5, die verkeersdeelnemers verplichten te stoppen bij het kruispunt en voorrang te verlenen aan anderen voordat ze zelf oversteken).  De gemeenten zijn onder meer Bekkevoort, Dilbeek, Geel, Gooik, Lede, Linter, Lubbeek, Tielt-Winge en Wervik; in het Vlaams-Brabantse Glabbeek werden in december 2017 zelfs alle kruispunten met voorrang van rechts afgeschaft. In de betreffende gemeenten is gebleken dat het aantal verkeersongevallen significant is gedaald.

### Gelegenheidsvoorrang bij wegverkeer
Bij verkeerssituaties waarbij meer dan twee voertuigen betrokken zijn, kan het voorkomen dat een voertuig gelegenheidsvoorrang kan krijgen. Hierbij leidt het elkaar verlenen van voorrang tot een cirkelredenering waarbij geen enkel voertuig in beweging mag komen omdat ze allemaal aan elkaar voorrang moeten verlenen. Een typisch voorbeeld is een kruispunt met vier rechtdoorrijdende auto's.
Ook wordt soms gelegenheidsvoorrang gegeven uit hoffelijkheid omdat een bestuurder anders vrijwel niet de kans krijgt om een weg op te komen. Dit kan zich voordoen wanneer iemand uit een uitrit links afslaat, de weg erg druk is, en het zicht bovendien geblokkeerd is door bijvoorbeeld geparkeerde voertuigen. Dit geldt temeer voor vrachtwagens, die groot en zwaar zijn en tijd nodig hebben om in beweging te komen.
Uiteraard moeten de verkeersdeelnemers hierbij extra voorzichtig zijn omdat ze slechts op elkaars non-verbale communicatie kunnen terugvallen. Dit doet men vaak door voorzichtig naar voren te rijden en oogcontact met de andere bestuurder te maken; een knikje, duidelijk inhouden van de snelheid, opgestoken hand of in duisternis een lichtsignaal is vaak het teken dat er toestemming is, en dit kan eventueel als bedankje (knikje, gebaar) worden beantwoord.
Gelegenheidsvoorrang kan men dus zien als een non-verbale pragmatische 'afspraak' tussen bestuurders die van de verkeersregels afwijkt.

### Voorrang nemen
Gelegenheidsvoorrang dient niet te worden verward met voorrang nemen. Wanneer iemand voorrang neemt, eigent men zich eigenmachtig voorrang toe zonder dat de verkeersregels hem of haar daartoe het recht geven en zonder instemming van de bestuurder(s) die in de situatie normaal voorrang heeft of hebben. Dit is uiteraard zeer gevaarlijk gedrag dat kan leiden tot ongelukken en waar politie en justitie tegen optreden. Wanneer iemand de voorrangsregels (of de verkeersregels in het algemeen) aantoonbaar niet heeft gerespecteerd, zal dit ertoe leiden dat de civiele aansprakelijkheid bij een ongeval bij deze persoon wordt neergelegd. Ook bij een eventueel strafproces (bijvoorbeeld letsel of dood door schuld bij aanrijdingen) zal het niet respecteren van voorrangsregels in het nadeel van de bestuurder worden uitgelegd.